# Ladue, Missouri
Ladue är en ort i St. Louis County i Missouri. Vid 2020 års folkräkning hade Ladue 8 989 invånare.